# Казимир Жеглень

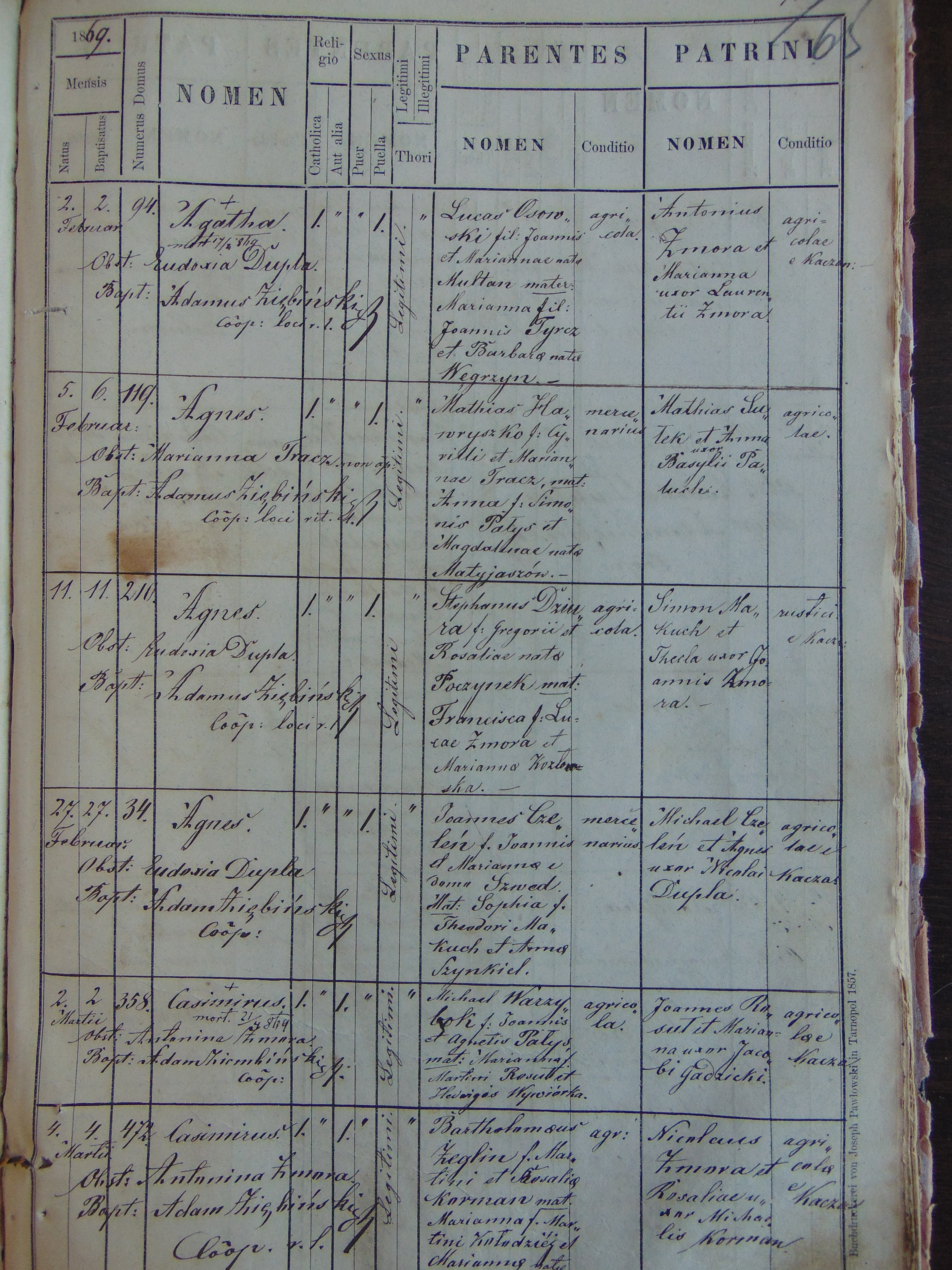
Казимир Зеглен

Казимир Жеглень (пол. Kazimierz Żegleń) (4 березня 1869, Качанівка, нині Тернопільський район, Тернопільська область, Україна — пом. 1910) — польський монах, який вступив у конгрегацію «Воскресіння», яка діяла у Львові. Виїхав у США. Винахідник бронежилета.

## Біографія
Народився Казимир Жеглень 4 березня 1869 року в селянській родині Бартоломія та Маріанни у с. Качанівка, тоді Скалатського повіту. У віці 18 років він вступив до конгрегації «Воскресіння», яка діяла у Львові.
У 21-річному віці Жеглень назавжди покинув рідну Галичину і вирушив до Сполучених Штатів, де повинен був почати служіння при церкві м.Чикаго. Молодий паламар у вільний час, головним чином, переробляв старі та винаходив нові пристрої, тому що полюбляв техніку. На початку XX ст. він покинув чернецтво, оженився та почав займатися бізнесом, заснувавши декілька компаній із виробництва бронежилетів та куленепробивних матеріалів.
До кінця своїх днів працював і жив у Чикаго, де помер 1910 року.

## Винаходи
Вибір матеріалів для бронежилета припав у винахідника на шовк. Жилет у Казимира був ідеєю системи шарів. Ефірні панелі-перехоплювачі складалися з декількох шарів шовкової тканини, яку просочували спеціальним розчином. Хімічний склад рідини був таємницею Казимира. На початку березня 1897 року автор отримав патент і провів першу публічну презентацію винаходу. З відстані 20 ярдів (0,9144 м.) два шматки матеріалу розміром 12 × 25 дюймів (0,0254 м.) закріпили на дошках. Ці та наступні випробування показали, що тканина ефективно зупиняє кулі, але поліція не поспішала замовляти жилети.  Командування армії США вирішило, що жилет є занадто дорогий і неефективний у захисті від куль із гвинтівок, найбільш часто використовуваних на полі бою. Але жилетами зацікавились у Російській імперії. 1905 року у війні з Японією командування царської армії замовило 50000 бронежилетів: нагрудні з 3-міліметрових сталевих пластин з використанням «тканини Зеглена».
Пізніше Казимир Жеглень почав концентруватись на нових винаходах. Так з’явились на світ перші ідеї автомобільних шин, які були стійкі до розриву і проколу.

## Згадування
2008 року Славомир Лотиш, історик техніки, про діяльність Казимира Жегленя в програмі «Особистості Америки»(film dokumentalny na Youtube.).